# Francachela
Revista Internacional de Literatura y Arte Francachela é uma revista argentina de literatura e arte.
Ela tem como objetivo a difusão da criação literária nos países de língua latina, com atuação na Espanha, Portugal e América Latina.
Publica obras literárias no campo da poesia, contos, ensaios e resenhas de livros.
A direção da revista é rotativa, estando atualmente sediada na Argentina. A edição é realizada em Buenos Aires.
A revista é a produção de divulgação do projeto Francachela.

## Projeto Francachela
O Projeto Francachela é um projeto cultural e artístico de caráter independente voltado para a integração cultural da América Latina, criado em 1996, com sede um Buenos Aires, Argentina, com rede de colaboradores em 12 países.
Tem como missão a realização de exposições de arte em galerias e instituições culturais nos diversos países em que atua.